# يوداي كاواي
يوداي كاواي (باليابانية: 川井雄太؛ بالكانا: かわい ゆうだい) هو لاعب كرة قاعدة ياباني، ولد في 17 يونيو 1980 في مقاطعة كيتاساكو ‏ في اليابان.

## وصلات خارجية
- يوداي كاواي على موقع الدوري الياباني لكرة القاعدة (الإنجليزية)
- يوداي كاواي على موقعبيزبول رفرنس.كوم (الدوري الثانوي) (الإنجليزية)